# 20062 Matthewgriffin
20062 Matthewgriffin è un asteroide areosecante. Scoperto nel 1993, presenta un'orbita caratterizzata da un semiasse maggiore pari a 2,230176 UA e da un'eccentricità di 0,299782, inclinata di 20,128187° rispetto all'eclittica.